# Andre De Grasse
Andre De Grasse (født 10. november 1994 i Scarborough i Ontario) er en canadisk atletikudøver, som konkurrerer i sprint. Han slog igennem i 2015 med to guldmedaljer ved de Panamerikanske lege og bronze på 100 meter ved VM i atletik 2015 i Beijing, og han har siden blandt andet vundet seks OL-medaljer.
Han løb sin første 100 meter i maj 2012, som 17-årig, og løb da på 10,90. Tony Sharpe tog da kontakt med ham, og begyndte at træne ham, og nogle uger senere løb han på 10,50. I 2015 blev han den første canadier nogensinde til både at løbe 100 meter på under 10 sekunder og 200 meter på under 20 sekunder.

## Idrætskarriere
De Grasse deltog ved Panamerikanske juniormesterskab i atletik 2013 i Medellín i Colombia, hvor han fik to medaljer. Han kom på 2. pladsen på 100 meter, med tiden 10,36, kun slået af Zharnel Hughes. På 200 meter kom han på 3. pladsen, med tiden 20,74.
I 2014 deltog han ved Commonwealth Games 2014 i Glasgow, men blev slået ud i semifinalen på 200 meter.
Ved Pacific-12 Conference 2015 vandt han 100 meter med personlig rekord med tiden 9,97, dette var første gang en canadier havde løbet under 10 sekunder siden år 2000. Det var også mesterskabsrekord for Pacific-12 Conference. Han løb også 200 meter på 20,03 ved dette mesterskab, som var canadisk rekord på distancen. Han blev kåret til Pac-12 Conference men’s track and field athlete of the year ved dette mesterskab. Ved NCAA-mesterskabet i maj 2015 vandt han også både 100 og 200 meter, med henholdsvis 9,75 og 19,58 sekunder, men begge disse var med for meget medvind til at de tæller som officielle rekorder.
I begyndelsen af juli 2015 blev han canadisk mester på 100 meter, hvor han løb på 9,95 i finalen. Han deltog ved Panamerikanske lege 2015 i Toronto i Canada. Her vandt han 100 meter med tiden 10,05 i finalen, men han løb på 9,97 i semifinalen. På 200 meter vandt han med tiden 19,88, som var ny canadisk rekord, dermed blev han den første canadier i historien som har løbet 100 meter på under 10 sekunder og 200 meter på under 20 sekunder. Canada kom også først i mål på 4 x 100 meter stafet, men blev senere diskvalificeret fordi Gavin Smellie havde løbet udenfor sin bane.
Ved VM i atletik 2015 kvalificerede han sig til finalen på 100 meter, efter 9,99 i indledningsheatet og 9,96 i semifinalen. I finalen satte han ny personlig rekord på 9,92, og fik bronze efter Usain Bolt og Justin Gatlin. Bronzen delte han med amerikanske Trayvon Bromell.
Ved OL 2016 i Rio de Janeiro fik han bronze på 100 meter efter Usain Bolt og Justin Gatlin og satte igen ny personlig rekord på 9,91 sekunder.
Efter at Bolt havde indstillet sin karriere, var der ikke nogen klar favoritter i sprint-løbene ved OL 2020 (afholdt i 2021) i Tokyo, og i 100 meter-løbet kvalificerede De Grasse sig igen til finalen. Her viste den amerikanskfødte italiener Lamont Marcell Jacobs sig hurtigst og vandt i tiden 9,80 sekunder, mens amerikaneren Fred Kerley blev nummer to i 9,84 og De Grasse nummer tre i 9,89, ny personlig rekord for ham. I 200 meter-løbet førte De Grasse i finalen fra start, men ved 150 m var amerikanerne Noah Lyles og Kenny Bednarek forrest. Imidlertid havde De Grasse kræfterne til spurten og vandt i ny canadisk rekordtid 19,62 sekunder, mens Bednarek fik sølv i 19,68 og Lyles bronze i 19,74 sekunder. Endelig løb han sidste tur for canadierne i 4×100 meter-stafetløbet, som blev nummer to i tiden 37,70 sekunder, 0,2 sekunder efter de italienske mestre og 0,09 sekund foran kineserne på tredjepladsen.